# Saint-Loup-Nantouard
Saint-Loup-Nantouard – miejscowość i gmina we Francji, w regionie Burgundia-Franche-Comté, w departamencie Górna Saona.
Według danych na rok 1990 gminę zamieszkiwały 124 osoby, a gęstość zaludnienia wynosiła 16 osób/km² (wśród 1786 gmin Franche-Comté Saint-Loup-Nantouard plasuje się na 619. miejscu pod względem liczby ludności, natomiast pod względem powierzchni na miejscu 587.).